# Dócs
Dócs (1899-ig Dojcs, szlovákul Dojč) község Szlovákiában, a Nagyszombati kerületben, a Szenicei járásban.

## Fekvése
Szenicétől 7 km-re nyugatra fekszik.

## Története
1391-ben említik először.
Vályi András szerint "DOITS. Doitsium, Dojtsi. Tót falu Nyitra Vármegyében, földes Ura a’ Felséges Király, lakosai katolikusok, fekszik Sassintól fél mértföldnyire, ámbár földgye második Osztálybéli; de mivel ezt bő termésű gyümöltsösei felűl haladgyák, szője jó, ’s mind a’ kétféle fája, réttye első Osztálybéli, legelője elég, malma kettő helyben, kendert áztató vize alkalmatos, piatzozása közel Sassinba, as első Osztályba tétettetett."
Fényes Elek szerint "Dojcs, Nyitra m. tót falu, a Miava partján, Sasvártól keletre 5 fertálynyira. Számlál 1313 kath., 4 evang., 14 zsidó lak. Kath. paroch. templom, sok és jó rét; kiterjedt földmivelés, a Miaván 4 malom. F. u. ő cs. k. felsége. Ut. p. Holics."
A trianoni békeszerződésig Nyitra vármegye Szenicei járásához tartozott.

## Népessége
| Év:            | 1994. | 2004.   | 2014.   | 2024.    |
| -------------- | ----- | ------- | ------- | -------- |
| Emberek száma: | 1157  | 1241    | 1249    | 1380     |
| Eltérés:       |       | +7,26 % | +0,64 % | +10,48 % |

| Év:            | 2023. | 2024.   |
| -------------- | ----- | ------- |
| Emberek száma: | 1363  | 1380    |
| Eltérés:       |       | +1,24 % |

1910-ben 1277, túlnyomórészt szlovák anyanyelvű lakosa volt.
2001-ben 1185 lakosából 1167 szlovák volt.
2011-ben 1266 lakosából 1225 szlovák volt.
2021-ben 1269 lakosából 1238 szlovák, 1 (+2) cigány, 15 (+2) egyéb és 15 ismeretlen nemzetiségű volt.

## Neves személyek
- Itt született Miskovics József római katolikus plébános.
- Itt született 1792-ben Leska Károly a csornai premontrei kanonokrend perjele.
- Itt született 1792-ben Nemecskay István kanonok, prépost, a Bernolákot követő második generáció tagja.
- Itt szolgált Ján Pavelka római katolikus plébános.

## Nevezetességei
- A Mindenszentek tiszteletére szentelt római katolikus temploma 1300 körül épült.